# 剪尾鸢
是鷹形目鷹科叉尾鳶屬下唯一一種鳥類。這種鳥類居住於非洲的稀樹草原等半沙漠地帶，雖然是一種猛禽，但牠們多以昆蟲為食物，從空中俯衝下來捕食。其關係與黑肩鳶相當親近。:115, 116
這種鳥類因其身形被譽為最優雅的猛禽之一，眼睛為明亮的紅色，全身由淺灰及白色組成，並有著明顯分岔的叉型尾巴。相關的繁殖資料較少，但目前已知牠們會形成一定數量的小型族群一起繁殖，且每次產下3—4枚白色的卵。受到農藥、滅蝗行動跟過度放牧等影響，叉尾鳶的數量正年年下降，因此在《國際自然保護聯盟瀕危物種紅色名錄》中被評為易危物種。

## 物種命名與分類
該物種由荷蘭動物學家康拉德·雅各·特明克於1821年時首先繪製了圖片，並由法國鳥類學家路易·皮埃尔·维埃约描述。特明克在其1838年的著作中《Nouveau recueil de planches coloriées d'oiseaux》也描述了該物種，並歸入鷹屬下。1843年，法國博物學家勒内-普里梅韦勒·莱松將屬分類改為現今的。其模式產地位於塞內加爾。:116
其屬名是合成詞，由兩個希臘語單詞組成：或（轉寫：Khelidon，指的是「燕子」）及 （轉寫：iktinos，指「飛行物」或「鳶」）。:364而種小名則是有所爭議，可能是指里烏古伯爵（Count Rioucour）或與維亞律同時的里烏古伯爵兒子。:336
叉尾鳶的關係與黑肩鳶相當接近，有時候會被因此歸入黑翅鳶屬下。:115, 116因缺乏相關分子證據，基於型態、食物及群居的習性等因素，叉尾鳶被暫時獨立為一單型屬，其分類地位在未來還可能會有進一步變動。:116

## 形態描述

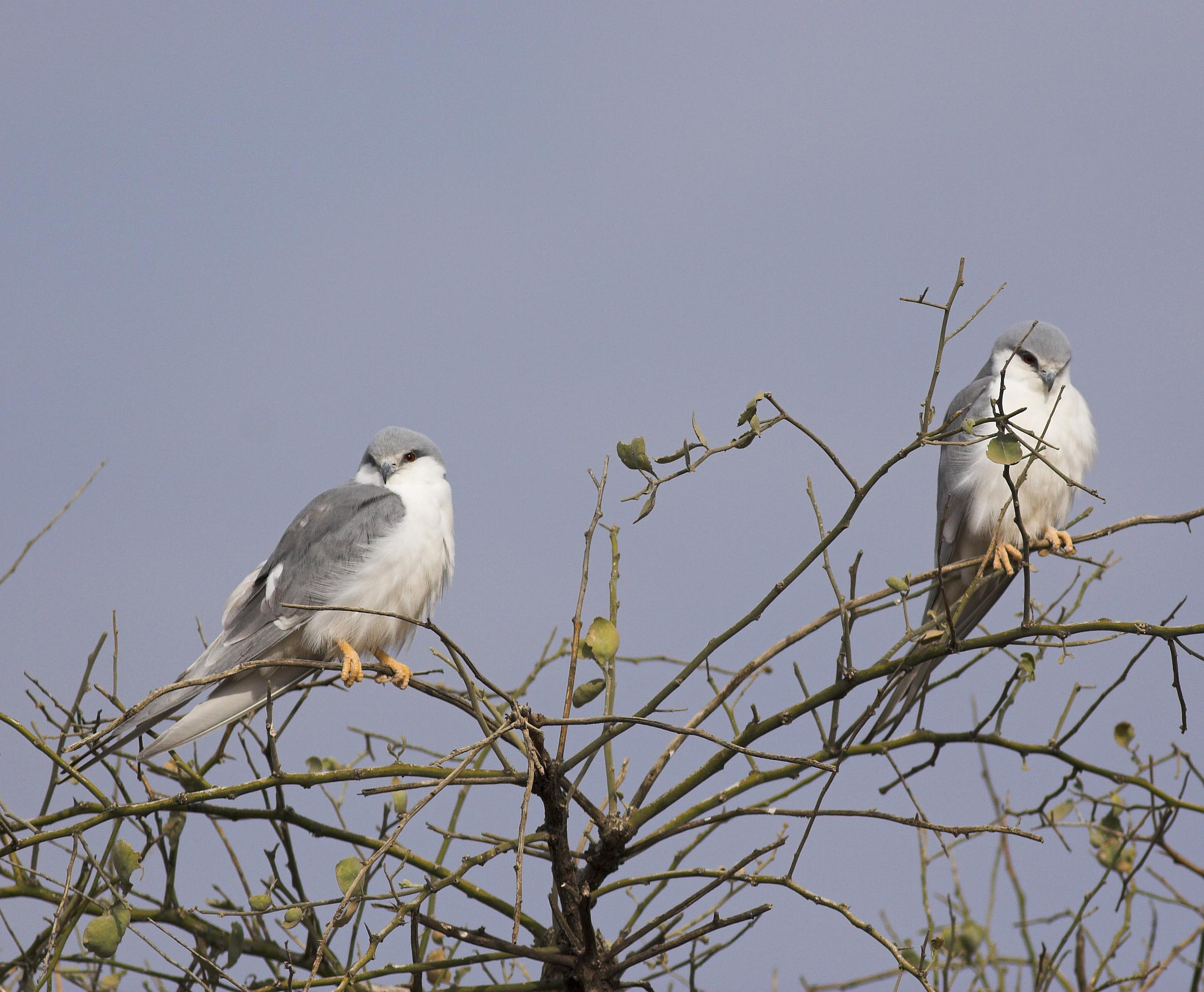
兩隻叉尾鳶，攝於衣索比亞

叉尾鳶的體長約33—38公分，體重約平均110.0公克。鳥喙寬平均8.6公釐、深平均9.1公釐；翼展約68—76公分（另說90公分），翼長平均24.0公分；跗蹠平均長28.2公釐；尾長平均19.2公釐。
成鳥的眼睛為明亮的紅色，在周圍有黑色斑塊；鳥喙及蠟膜同樣為灰色而喙較脆弱。上半身淺灰色，下半身白色。翼長尖，有一狹長的黑色斑塊位於腕部區域的下方邊緣。尾部具有明顯的分叉，停棲時尾巴會延伸到翅膀尖端之外。腿部較短呈黃色。雌雄相似，但雌性體型可能稍大。飛行時的外觀類似燕鷗，被形容其身形是最纖細優雅的猛禽之一。:116
幼鳥上半身的羽毛帶有紅褐色的邊緣，胸部則有淡淡的紅褐色斑；尾巴帶有淺棕色尖端，較短而分岔較不明顯。:116眼睛呈灰色；下半部為淺奶油色，翅下的黑色條紋較細，腿部則呈稍黯淡的淡黃色。
與其近親黑肩鳶相比，叉尾鳶的翅膀較短，且缺乏肩膀及胸部的深色區塊，可用以區分兩個物種。幼鳥比較容易跟幼年的黑肩鳶搞混，但同樣可從翅膀及尾部的比例區分。

## 分佈及遷徙
叉尾鳶分佈於非洲，並集中在北緯13—17度之間（另一說在北緯15—8度，分佈的南北極限在北緯19度—南緯1度之間），自塞內加爾和岡比亞起到索馬里和肯亞一帶。包含甘比亞、幾內亞、象牙海岸、蘇丹、乍得、埃塞俄比亞和索馬里等國家。
這種鳥類分佈於海拔500公尺以下的稀樹草原和灌木叢草原的半沙漠地區。:116通常具有遊牧的習性，並移動到不同地點，在西非，牠們在乾季開始時南遷，並在2月的雨季時返回撒赫爾地區築巢；而在東非則是3月時向南遷徙並繁殖。在肯亞及烏干達東北部的個體則主要是過冬的訪客，出現於11月至3月之間，但也有一些小群體在肯亞北部作為留鳥存在。:116而圖爾卡納湖的族群可能在繁殖後向北遷移。

## 習性
叉尾鳶飛行時極其輕盈。這種猛禽能在空中盤旋、滑翔，並在逆風中以展開的尾巴保持靜止，而在激動時會像黑肩鳶一樣上下搖動尾巴。:116
這種鳥類經常形成多達20對的群體繁殖，而平常則多以更小的群體出現。牠們通常在日間活動，夜晚時會成群地棲息，有時還會和黃爪隼等其他猛禽一起休息。

### 食性
這種猛禽以小型囓齒動物、蜥蜴、小蛇和大型昆蟲、蜘蛛為食。:116也包含蝗蟲、白蟻和螞蟻在內的多種蜻蜓、半翅目昆蟲、鱗翅目昆蟲、膜翅目昆蟲和鞘翅目昆蟲等陸生無脊椎動物。
叉尾鳶通常從盤旋或滑翔時俯衝下來捕捉獵物，不過也能在飛行中捕食昆蟲。這種猛禽也容易被灌木叢火災吸引過去，以捕食那些正在逃難的昆蟲。有時在蝗蟲群出現的地方可能會出現上百隻叉尾鳶捕食。:116在尼日利亞，曾觀察到多達七隻的叉尾鳶群與牛群結伴而行並捕捉那些在附近飛行的昆蟲。

### 繁殖
叉尾鳶的繁殖季依其地區有所不同，在西非時主要在5—6月間進行繁殖；而在肯亞北部時有3—8月的記錄。:116
叉尾鳶通常在不高灌木丛或荆棘丛（例如帽柱木属的Mitragyna inermis或相思樹属的Acacia seyal）上（約2—8公尺高）築以樹枝組成的巢穴，上面常覆蓋白色的糞便。:116巢穴直徑30—40公分，呈深杯型。牠們常常也會與其他猛禽混居，如棕短趾鵰，甚至有記錄過會在正在育幼的蛇鷲巢下方築巢。:116且也不介意靠近有人類居住的地方。
繁殖時，這種鳥類每次會產下3—4枚白色的卵，上面有緊密且細小的栗褐色斑點。現沒有後續的相關資料。

### 叫聲
這種鳥類甚少發出聲音，但在繁殖地中有時會發出柔和的咕咕聲，並也記錄到快速的刺耳、輕柔的口哨聲或是微弱的喵喵聲。

## 天敵與威脅
叉尾鳶對農藥及殺蟲劑的抵抗力極弱及敏感。:116由於農業及林業的擴張、家畜的過度放牧、對蝗災的控制和使用農藥等原因，這些鳥類在喀麥隆和塞內加爾的築巢成功率極低。1986—1989年的蝗蟲控制措施可能也進一步打擊了牠們的數量。

## 數量與保護情況
對叉尾鳶整個族群的統計並不完整，但目前估計約有30000—67000隻成熟個體。自1969年至2004年間在布基納法索、馬里和尼日爾三地的道路調查顯示牠們的數量可能下降84％左右，並在喀麥隆自1973年至2000年的調查顯示其族群下降幅度為40—50%，總體預估其數量每年以5.4％的速度下滑。在《國際自然保護聯盟瀕危物種紅色名錄》中被評為易危物種。
- 《歐盟野生動物貿易法規》（EU Wildlife Trade Regulations）附錄B生物[17]
- 《保護野生動物遷徙物種公約》附錄二生物[18]
- 《猛禽諒解備忘錄（英语：Memorandum of Understanding on the Conservation of Migratory Birds of Prey in Africa and Eurasia）》列表生物[19]

## 外部連結
- 维基共享资源上的相關多媒體資源：叉尾鳶
- 維基物種上的相關：叉尾鳶
- VIREO上叉尾鳶的圖片
- Xeno-canto上叉尾鳶的叫聲 （页面存档备份，存于）